# Claudio Bergé
Claudio Bergé (Buenos Aires, 29 de abril de 1939), cuyo nombre real es Horacio Humberto Palacios, es un médico pediatra y periodista argentino que además es un cantor dedicado al género del tango.

## Actividad profesional
El punto inicial de su carrera profesional fue cuando a los 18 años obtuvo el segundo lugar en el concurso De la fábrica a la fama, que con la participación de miles de cantantes y la dirección de Julio Jorge Nelson organizaba la firma textil Annan de Pergamino por LS6 Radio del Pueblo. Por recomendación del comentarista y músico Alfredo Tarsi (Alfredo Tarsitano) se incorporó al año siguiente a la orquesta de Armando Iglesias, un conjunto que los fines de semana actuaba en la confitería La Armonía, para reemplazar en esos días a orquestas más importantes, usando todavía en sus presentaciones su propio nombre.
Tres años después debutó en Radio el Mundo cantando, ahora con el seudónimo de Juan Manuel, con el quinteto de Alberto Tavarozzi y en 1964, recomendado por Carlos Lucero “Cucusita”, lo contrató Héctor Varela para que reemplazar en su orquesta a Rodolfo Lesica. Con Varela su nombre artístico cambió a Claudio Bergé y el debut fue en la ciudad de Ramallo, provincia de Buenos Aires en tanto actuaban en la reconocida audición Glostora Tango Club por Radio El Mundo.
En 1966 fue uno de los intérpretes que cantó en el mítico disco Los 14 con el tango producido por Ben Molar. Logró el segundo lugar en el Festival Internacional Parque del Plata, en Uruguay, con el tango Frente al estaño.
En 1966 hizo una prueba ante Santos Lipesker para Canal 9 y fue contratado para la audición Lluvia de Estrellas que conducían Pinky y Bernardo Neustadt. Después actuó junto a otros destacados artistas en Sábados Continuados, un programa de variedades conducido por Emilio Ariño y Antonio Carrizo que Alejandro Romay había creado para competir con Sábados Circulares.
Los años siguientes cantó para Canal 9 en otros programas, tales como Grandes Valores del Tango, Sábados de la bondad y Tropicana Club, integró el elenco que representó en el canal El conventillo de la Paloma y en 1969 fue actor y cantante en la telecomedia Cinco pisos en las nubes, un ciclo que combinó en forma de sketch viejos sucesos de la televisión como Dr. Pérez, señoras; Todo es amor; Te adoro, Pepe y Yo soy porteño, con otros creados especialmente para el programa, que tenía dirección de Alejandro Doria y libretos de Gius, Abel Santa Cruz y Horacio S. Meyrialle.
En 1969 fue considerado revelación en la Fiesta Nacional del Tango en La Falda, Córdoba y allí recibió el premio Gardel de Oro. Al año siguiente integró la llamada Embajada Argentina en España, una delegación integrada por artistas vinculados al tango y al folclore que viajó para hacer presentaciones en ese país.
En 1971 fue declarado como mejor intérprete del tango en el Festival Odol de la Canción, que conducía Blackie por Canal 13, oportunidad en que estrenó El último round, tango que lleva letra y música de Chico Novarro. En 1972 grabó  Sabor de adiós acompañado por la orquesta de Mariano Mores e intervino en el ciclo de televisión ¿Te acordás Mariano?, conducido por Silvio Soldán y Julián Centeya. 
A principios de los ochenta participó en la comedia musical Buenos Aires Todo Tango, que se representó en el Teatro Estrellas con la actuación, entre otros, de Beba Bidart, Jorge Falcón, el Sexteto Mayor, Horacio Salgán y Ubaldo De Lío. También se presentó en locales dedicados al tango como Caño 14, Michelangelo, El Viejo Almacén y La Casa de Carlos Gardel.
Interpretó a Carlos Gardel en la película El día que me quieras, coproducción de 1986 de Argentina, Colombia, Estados Unidos y Venezuela dirigida por Sergio Dow.
En 1992 cantó en el video Tango Libre, un proyecto donde además participaron Horacio Salgan y Néstor Marconi, producido por el músico Hugo Potenza y el escritor boliviano Juan Claudio Lechín (Premio Nacional de Novela) un acercamiento a un género en contiua evolución. El 11 de diciembre de 2005 actuó en Madrid en el espectáculo De Gardel a Bergé, 115 años de tango, y fue galardonado con la Orden al Mérito Gardeliano. 
Además de sus presentaciones en el país, ha realizado giras por América y Europa y, al mismo tiempo condujo su propio programa de radio y televisión, El porqué de mi vida, y desde 2010 integró el programa Aguante Tango  por Canal 26 de cable, conducido por Silvio Soldán. Grabó, acompañado por grandes maestros del género, unas 400 obras en las discográficas EMI-Odeon, Fermata, Erato, Almalí, Microfón, M y M y Euro Records.